# Léa Linster
 (mai 2012).
Si vous disposez d'ouvrages ou d'articles de référence ou si vous connaissez des sites web de qualité traitant du thème abordé ici, merci de compléter l'article en donnant les références utiles à sa vérifiabilité et en les liant à la section « Notes et références ».
Léa Linster (née le 27 avril 1955) est un chef cuisinier luxembourgeois et la première femme au monde à remporter le Bocuse d'Or, concours gastronomique prestigieux, en 1989.
Depuis l’ouverture de son restaurant gastronomique luxembourgeois à Frisange, elle excelle dans la culture gastronomique et l'art de la table. Connue et reconnue internationalement, Léa Linster a écrit plusieurs livres de recettes et présente des émissions de cuisine à la télévision.
En 1991, elle a ouvert son second restaurant : « Kaschthaus ».

## Les débuts
Ses grands-parents étant boulangers-pâtissiers et son père étant propriétaire d’un café-restaurant, Léa Linster a pu découvrir très jeune les plaisirs de la table. C’est ainsi qu’à 14 ans, elle a impressionné ses invités par son talent lorsqu’elle a dû remplacer sa mère pour cuisiner un coq au vin pour seize personnes.
En 1981, elle décide de suspendre ses études de droit pour reprendre le café-restaurant, tabac, hôtel, pompe à essence de ses parents et le transformer, dès 1982, en restaurant gastronomique : le « Léa Linster ».

## Reconnaissance internationale
En 1987, Léa Linster est la première femme luxembourgeoise à obtenir son Brevet de maîtrise en cuisine. La même année, elle décroche sa première étoile au guide Michelin,.
Dès 1989, elle décide de s’inscrire au plus grand concours mondial de la cuisine, le Bocuse d'Or, auquel elle remporte le prix. Ces inspirations sont de grands chefs tels que : Paul Bocuse, Frédy Girardet, Pierre Troisgros ou Joël Robuchon.
Léa Linster a remporté plusieurs distinctions notoires durant sa carrière :
- Lauréate du grand prix Mandarine Napoléon, en 1983 ;
- Note de 16/20 au Gault et Millau et deux toques, en 1989 ;
- Grand prix "Femme Commerce d’Europe" à Paris, en 1990 ;
- Diplôme de l’ordre de Lys de la gastronomie européenne, en 1993 ;
- "Toque d’Or" Art et Vivre, en 1994 ;
- Clé d’Or de la gastronomie Gault et Millau, en 1997 ;
- Prix "Consécration Gosset Célébris", Trophée de la meilleure carte des vins de Champagne, en 1999 ;
- Prix "Best woman chef cookbook in the world" décerné lors de la 9e cérémonie des "Gourmand World Cookbook Awards" pour son livre de cuisine Best of Léa Linster Cuisinière, en 2003.

Léa Linster est également membre d’Eurotoques Luxembourg (une association d'artisans cuisiniers européens au service d'une alimentation saine) et de l’Association des disciples d'Auguste Escoffier Benelux (qui défend les intérêts des jeunes chefs cuisiniers indépendants face aux coûts et taxes qui peuvent nuire à l’artisanat).
Enfin, Léa Linster est membre du jury de sélection national luxembourgeois de l'Association Bocuse d'Or Luxembourg (créée en 1999 pour promouvoir le concours Bocuse d’or, sélectionner et préparer le candidat luxembourgeois).
Léa Linster a participé au jury de l’émission « The Taste » diffusée sur la chaîne allemande Sat1.  Le concept de l’émission repose sur l'audition à l’aveugle inspiré de l’émission « The Voice ».

## Livres
- Einfach und genial. Die Rezepte der Spitzenköchin Lea Linster en 2002
- Best of Léa Linster Cuisinière en 2003
- Rundum genial! Neue Rezepte der Spitzenköchin Lea Linster en 2005
- Kochbuch Lea Linster - Cuisinière en 2006
- Kochen mit Liebe: neue Rezepte der Spitzenköchin Lea Linster en 2007
- Mein Weg zu den Sternen (= Mon chemin aux étoiles, autobiographie) en 2015
- Karotten lieben Butter: Eine Sterneköchin, ein Arzt und ein Wissenschaftler über traditionelles Kochwissen und gesunden Genuss en 2018